# Daniel Schwabe

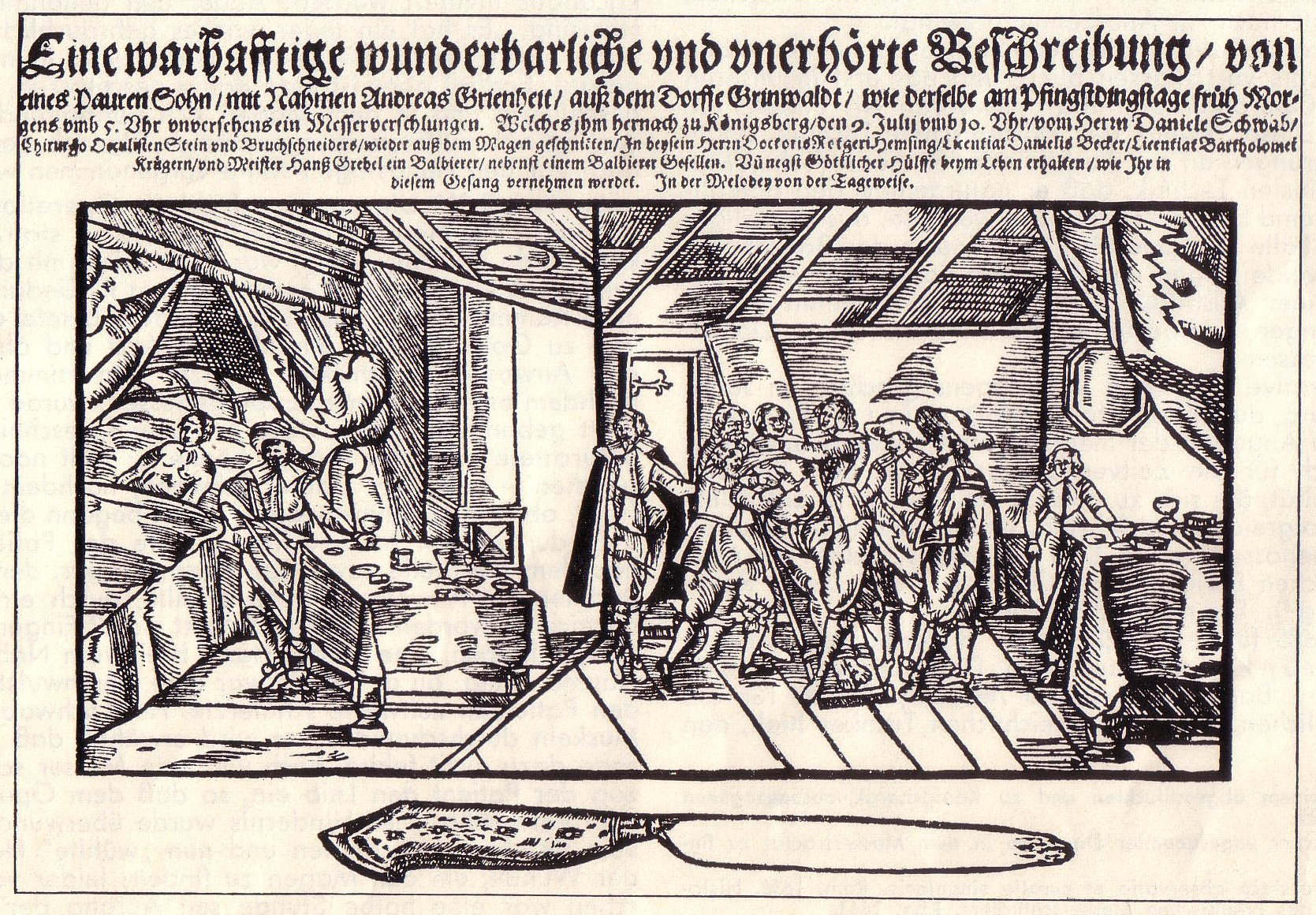
Operation gelungen, Patient lebt (1635)

Daniel Schwabe (auch Daniel Schwab; * 1592 in Danzig; † nach 1635 in Königsberg i. Pr.) war ein deutscher Wundarzt.

## Bedeutung
Schwabe war „Königlicher Magister in Pohlen und zu Schweden, auch Churfürstliche Durchlaucht zu Brandenburg und der löblichen treuen Stadt Königsberg wohlbestalter Chirurgus und Lithotomus“ im  Herzogtum Preußen. Mit dem Einverständnis der Medizinischen Fakultät der Albertus-Universität Königsberg führte Schwabe im Juli 1635 die, nach einer von Florian Mathis aus Brandenburg in Prag durchgeführte Messerentfernung kurz nach Ostern 1602, zweite erfolgreiche Magenoperation durch. Er entfernte das Messer, das der Knecht Andreas Grünheide zum Erbrechen in den Hals geführt und unversehens verschluckt hatte. Der Eingriff sollte schon abgebrochen werden, als man merkte, dass das Peritoneum noch nicht eröffnet war. Ein detaillierter „Operationsbericht“ ist Daniel Beckher dem Älteren zu verdanken. Herzog Georg Wilhelm (Brandenburg) machte Schwabe im selben Jahr zum Hofchirurgen.
Das Messer kam über Bogusław Radziwiłł in den Besitz der Staats- und Universitätsbibliothek Königsberg, die es dem Stadtgeschichtlichen Museum Königsberg als Leihgabe überließ. Dort befand es sich bis 1945.
Der kühne Eingriff ist nur vor dem Hintergrund zu verstehen, dass zu jener Zeit Ärzte in Königsberg lebten, die eine Zeitlang in Italien gewesen waren. In der Renaissance emanzipiert, hatte dort die Anatomie den Horizont der Chirurgen ganz wesentlich erweitert.

## Bänkelsang
Die Messerentfernung erregte in Europa so viel Aufsehen wie die erste Herztransplantation dreihundert Jahre später.
Wie heute die Boulevardzeitungen berichtete ein Fliegendes Blatt über die Sensation. Der Universitätsdrucker Lorenz Segebad hatte es am 2. August 1635 ohne Genehmigung und ohne Unterschrift des Rektors gedruckt. Die Fakultät missbilligte das Blatt, zumal der Doktor vor dem Dekan und dem Professor genannt wurde. Der Dekan Daniel Beckher ließ die Exemplare des „übel informierten und referierten Lügegedichts“ dann auch zwei Tage später in Königsberg und Danzig konfiszieren und vernichten. Die gerichtliche Untersuchung ergab, dass der Druckergeselle Gottfried Brückner aus Schlesien den Bänkelsang geschrieben hatte.

„Es ist ein Gossengesang, dergleichen die Umstreicher auf den Gassen bei Zulauf vielen Volkes mit vollem Halse auszusingen pflegen, die Scharteck’ ist heimlicherweise gedruckt und von Segebad mit Briefmalerbildern seiner Meinung nach gezieret worden.“

Eine wahrhafftige wunderbarliche vnd unerhörte Beschreibung / von eines Pauren Sohn / mit Nahmen Andreas Grienheit / auß dem Dorfe Grinwaldt / wie derselbe am Pfingstdienstage früh morgens vmb 5 Vhr unversehens ein Messer verschlungen. Welches ihm hernach zu königsberg / den 9. Julij ymb 10 Uhr / vom Herrn Daniel Schwab / Chirurgo Occulisten Stein vnd Bruchschneiders / wieder auß dem Magen geschnitten /. In Beysein Herrn Doctoris Rotgeri / Licentiat Danielis Becker / Licentiat Bartholomei Krügern / vnd Meister Hanß Grehel ein Balbierer / nebenst einem Balbierer Gesellen. Vnd negst Göttlicher Hülffe beym Leben erhalten / wie Ihr in diesem Gesang vernehmen werdet.

In der Melodey von der Tageweise.
Mercktt auf was ich wil singen / Hört zu ihr lieben Leut / Von wunderlichen Dingen / So newlich dieser Zeit /
 Sich in Preußen begeben hat / Wie ihr jetzt werdet hören / Verleyt mir Gott den Tag.
Groß Wunder ich thu sagen / Hat sich begebn dar / In einem Dorff mit Nahmen / Grinwoldt gennet war /
 Da ist geschehen die Geschicht / Mit einem Pauren Sohne / Wie ich euch deß bericht.
Andreas Grinheit mit Nahmen / So hieß derselbe Knecht / Am Pfingstmontag er kame / Auß dem Krug wohl bezecht / Zu Hause /
 vnd that schlaffen gehn / Denn er zuviel getrunken / Nu hört was ist geschehn.
Am dritten Pfingstfesttage / wol umb die fünffte stundt / Fruh morgens / ich euch sage / Er sich zu brechen gundt /
 Doch wolt es ihm nicht gehn von stadt / Sein Mitknecht so zugegen / Der gab ihm diesen Rath.
Er sollte mit dem Finger / Ihm greifen in den Halß / Würd ihm bald werden ringer / Zum Brechen / gleichesfals /
Doch dieses auch wolt helffen nicht / Ein Schlüssel thu du nehmen / zu ihm er wieder spricht.
Den ichs pfleg so zu machen / Wenn ich gesoffen viel / Nu hört an Wunder Sachen / Vnd schweigt ein wenig still /
 Er sprach: Ich keinen Schlüssel hab / Das Messer thet er nehmen / Steckt es in Halß hinab.
Zu tieff thet es ihm kommen / Kund Athem haben nicht / Das Messer er verschlungen / der ander Paurenknecht /
Thet solches alsbald zeigen an / Viel Volck da kam gelauffen / Daß ihn wolt schawen than.
Sein Edelman mit Nahmen / Georg von der Grebe genandt / Als er solchs hat vernommen / Hat er ihn baldt gesandt /
Nach Königsberg mit einem Brieff / Fünff Meyl ist er geritten / Vnd drey zu Fuß er lieff.
Doch es ihm nicht geschadet / Kein Schmertzen er empfundt / die Medicos rath fraget / Ob man ihm helffen kundt /
 Den Brieff er ihnen vbergab / Daneben auch anzeiget / Wie sichs begeben hab.
Ein jedermann darüber  / In grosses Wunder kam / Herr Licentiat Crüger | Sich dessen vnternahm /
Daß er ihn wol Curiren wolt / Das Messer auß dem Magen / Man ihm außschneiden solt.
Sechs Wochen sichs verzogen / Biß er ins Werk gericht / Viel Rath war da gepflogen / Wie mans vornemen möcht /
 Daß man nicht mitkem in Gefahr / Denn dergleichen Dinge / Niemals erhöret war.
Den Neunden Julij eben / Wol in der zehenden stundt / Haben sie sich begeben / Zu ihm ins Losament /
 Vnd ihn gebunden an ein Bret / Mit Händen vnd mit Füßen / Wie hier gemalet steht.
Darnach man ihm aufleget / Ein Pflaster von Magnet / Welchs das Messer beweget / Vnnd bald anzeigen thet /
 Nach dem ihm Herr Daniel Schwab / Kegen der lincken Seyten / Den Leib auffschneiden that.
Den Magen sie nicht funden / Bey einer guten Zeit / Das messer ihn gedrungen / Het von der rechten stet /
 Jedoch zuletzt mit großer Noth / Man ihn kriegte zu halten / Vnd auffgeschnitten hat.
Ein Balbierer mit Nahmen / Hans Grebel war genandt / De auch dazu thet kommen / Ihn fraget an dem Endt / Andres /
Wie ists? Wird dir auch schlim / Wirst du auch thun beschweimen? Darauff er saget nein.
Vueber eine kleine weile / Sprach er mit lauter Stimm / My dicht ick war beschwymen / Denn mir jetzt wurd gar schlimm /
 In dem man ihm das Messer weißt / Darüber er sich fröhlich / In sein Gemüt erzeigt.
Das Messer ich thu sagen / War eben der gestalt / Hett ein Hirschbeinen Schalen / Wie ihr hier seht gemahlt /
 Auch schon an zuverzehren fing / An der Schalen und Spitzen / Ein grosses Wunder ding.
Darnach man ihn geleget / Verbunden auff ein Bett / Seiner wurd wol gepfleget / Daß ihm nichts mangeln thet /
Viel Volck ihn auch besuchet hat / Dann ein so großes Wunder / Niemand gehöret hat.
Beym Leben er geblieben / Ein grosses Wunder war / Seins Alters sich geschrieben / Im zwey vnd zwanzigsten Jahr /
 Da geschehen ist die Geschicht / Wie sich alls zu getragen / Seyt ihr allhie bericht.